# Netelia yamatoensis
Netelia yamatoensis är en stekelart som först beskrevs av Tohru Uchida 1934.  Netelia yamatoensis ingår i släktet Netelia och familjen brokparasitsteklar. Inga underarter finns listade i Catalogue of Life.